# Festival interceltique de Lorient 1994
La 24e édition du Festival interceltique de Lorient, qui se déroule du 5 au 14 août 1994 à Lorient, est un festival réunissant plusieurs nations celtes.

## Préparation

### Programmation
La 24e édition du Festival interceltique de Lorient se déroule du 5 au 14 août 1994. Pendant cette période, Lorient accueille 4 000 musiciens et enregistre la présence de 300 000 spectateurs.
La Galice est l'invitée d'honneur, c'est alors la première fois que le festival fait le choix de mettre en avant une nation celte lors d'une édition.

### Données financières
Le festival interceltique de Lorient s'autofinance à 65% avec un budget de 12 millions de francs tandis que l'État lui alloue 10 000 francs de subventions. La participation de l'Etat, un millième du budget, est jugée si faible par le président Pierre Guergadic propose de lancer une souscription pour rembourser l'Etat. Il met en avant la différence de traitement entre festival, là où le Printemps de Bourges ou le Festival d'Avignon peuvent compter chacun sur plus de 4 millions de francs.

## Déroulé

### Concerts
Lors de cette édition, Rory Gallagher joue son dernier concert en public. I Muvrini, Yann-Fañch Kemener, et le Tokyo pipe band font partie des principales attractions de cette édition, aux côtés de The Chieftains et de The Christians.

### Médiatisation
Face à la faible couverture de l'évènement dans les médias nationaux, le festival prend l'initiative de produire 14 heures de programmes télévisuels et les proposer gratuitement à une dizaine de chaines de télévisions nationales et étrangères.